# 영구공주
영구공주 주헌요(중국어: 靈丘公主 朱軒姚, 1588년 - 1589년)는 명나라의 공주이고, 명 신종의 6녀이다. 어머니는 황귀비 정씨이다.
만력 16년 8월 갑오일에 태어났고, 만력 17년 5월 경신일에 사망하였다. 만 1살도 안되는 나이에 사망하였다. 4명의 언니인 선거공주, 정락공주, 운몽공주, 운화공주와 함께 금산에 묻혔다.